# Водний шлях E40

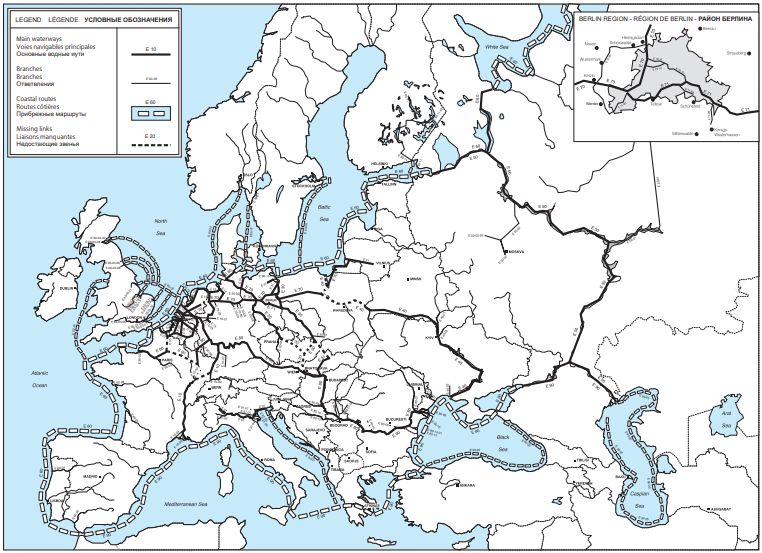
Проєкт схеми внутрішніх водних шляхів Європи

Водний шлях E40 — проєктований судноплавний транспортний шлях, який має на меті з'єднати Балтійське та Чорне моря.
Довжина приблизно 2000 км. За проєктом, маршрут проходить від м. Гданська в Польщі, вздовж річок Вісли та Західного Бугу до м. Тересполя на польсько-білоруської кордоні. Далі - через територію Республіки Білорусь (по руслу р. Прип’ять ) і до м. Херсона в Україні.
Українська частина водного шляху Е40 має пролягти руслом р. Прип’ять, через Чорнобильську зону відчуження, та р. Дніпро — до м. Херсона та виходу в Чорне море. Довжина української частини шляху — 970 км (майже половина загальної протяжності). Загальна площа регіонів, через які має пройти E40, становить близько 392 949 км², в яких проживає орієнтовно 28 690 834 особи.
Офіційно планування водного шляху E40 ще на ранній стадії, але в Україні вже ведуться підготовка стратегічних документів та реалізуються окремі блоки проєкту. Зокрема, у 2020 році проведено днопоглиблення річки Прип’ять у межах зони відчуження.
Реалізація проєкту Е40 викликає значну критику міжнародних та місцевих громадських організацій у всіх трьох країнах а також експертів біологічного та екологічного спрямування. Створена міжнародна кампанія протидії реалізації проєкту водного шляху "STOP E40".
На думку експертів наукових установ Республіки Білорусь, будівництво водного шляху матиме значний негативний вплив на природну та культурну спадщину й добробут населення Полісся(1), а також вплив на економіку та світовий баланс вуглецю, гідрологічну та радіаційну ситуації, економіку, розвиток транспорту. Існують альтернативні до будівництва Е40 сценарії розвитку Полісся та транспортного сполучення України, Польщі й Білорусі. Передусім йдеться про переорієнтацію регіону Полісся на галузь екологічного туризму. Це засвідчило дослідження, яке провів Aivar Ruukel, член ради Глобальної екотуристичної мережі (Global Ecotourism Network) і туроператор в національному природному парку (НПП) Соомаа (Soomaa National Park), Естонія. 
У пресі неодноразово фігурували висловлювання щодо того, що водний шлях Е40 є відновленням давнього транспортного шляху «із варяг в греки»  , але ці твердження не мають наукового підґрунтя.

## Історія проєкту
У 1996 році в м. Женеві було підписано Європейську угоду про найважливіші внутрішні водні шляхи міжнародного значення (European Agreement on Main Inland Waterways of International Importance (AGN). Geneva, 19 January 1996). До цього переліку ввійшов і Е40 ("Е" — це категорія внутрішніх водних шляхів міжнародного значення. Номери 10, 20, 30, 40 і 50, що зростають із заходу на схід, присвоєні магістральним шляхам, здебільшого північно-південного напрямку, які з'єднують один морський басейн з іншим). 
Карта шляху Е40 уперше профігурувала у документі (білій книзі) Європейської економічної комісії ООН (UNECE) "White Paper on the progress, accomplishment and future of sustainable inland water transport" та була опублікована окремо на ресурсах UNECE .
На початку 2010-х було створено польсько-білорусько-український бізнес-консорціум, до якого від України увійшли не центральні державні органи, відповідальні за питання транспорту, або довкілля, а Волинське обласне управління водних ресурсів та ГО «Волинська асоціація вчених та інноваторів». Хоча маршрут проєкту і не проходитиме територією Волинської області, але залежить від водних ресурсів цієї області та буде впливати на тамтешню гідрологічну обстановку. Також запрошення учасників саме з цієї області пояснюється намірами отримати фінансову підтримку з Програми прикордонного співробітництва Польща-Білорусь-Україна, що фінансується Європейським Союзом.
1 грудня 2013 стартував проєкт ««Відновлення магістрального водного шляху E-40 на ділянці Дніпро-Вісла: від стратегії до планування» (2007-2015 рр.)» з бюджетом понад 0,9 млн €. Кошти ЄС склали 821281 €,власні кошти учасників – 91376 €. Ці гроші були витрачені переважно на попередню оцінку (feasibility study) проєкту та лобіювання проєкту. У 2015 році було опубліковано попередню оцінку (feasibility study) проєкту . Відповідно до цієї попередньої оцінки, маршрут проходитиме через річкові системи річок Вісли, Західного Бугу, Піни, Прип'яті та Дніпра. Внаслідок реалізації проєкту русло цих річок буде змінено: спрямлене/підперте греблею/поглиблене/розширене або осушене. 
Хоча деякі відрізки судноплавного ходу вже існують, масштаб запропонованої нової розробки настільки глобальний, що на думку експертів загрожує екологічною катастрофою у регіоні. 
На сьогодні міжнародні та європейські фінансові установи не дали згоди на кредитування Е40, оскільки мають доволі жорсткі вимоги до екологічності підтримуваних ними проєктів.

### Реалізація проєкту в Україні
4 жовтня 2019 року в рамках участі у Другому форумі регіонів України та Білорусі Президент України Володимир Зеленський та Президент Республіки Білорусь Олександр Лукашенко уклали домовленості, згідно з якими у 2020 році українська сторона мала провести днопоглиблення на річках Прип'ять та Дніпро, необхідне для відновлення повноцінного суднового руху. 
6 лютого 2020 міністр інфраструктури України Владислав Криклій заявив, що «проєкт із відновлення річкового шляху Е-40 вийшов на стадію практичної реалізації». 
Влітку-восени 2020 року на р. Прип'ять було проведено днопоглиблення у восьми точках. Оцінка впливу на довкілля цих робіт не проводилася.
30 вересня 2020 Кабінет Міністрів України ухвалив постанову «Про внесення змін до переліку внутрішніх водних шляхів, що належать до категорії судноплавних». Ця постанова включає також Е40.
25 листопада 2020 Кабінет Міністрів України своїм розпорядженням схвалив проєкт Угоди між КМУ та Урядом Китайської Народної Республіки щодо поглиблення співробітництва в галузі будівництва інфраструктури і уповноважив міністра інфраструктури Владислава Криклія підписати зазначену Угоду. Це відкриває лобістам проєкту шлях до отримання китайських кредитів на будівництво Е40 і збільшує ризики нехтування екологічними принципами при розгляді угоди про фінансування Е40. 
11 грудня 2020 на сайті Державного агенства управління зоною відчуження (ДАЗВ) було розміщено Повідомлення про оприлюднення Стратегії розвитку зони відчуження на 2021-2030 р.р. Проєкт стратегії містить розділ 5.9.Розвиток транспортної інфраструктури. Який повністю присвячено лобіюванню будівництву Е40 через зону відчуження. Після критичних заяв громадських організацій керівництво ДАЗВ пообіцяло виключити цей розділ зі стратегії.

## Міжнародна громадська кампанія «Збережемо Полісся» (Save Polesia)
«Збережемо Полісся» — частина міжнародної коаліції Save Polesia, яка об'єднує громадські організації з Білорусі, України, Польщі та Німеччини. Мета кампанії — популяризувати Полісся як унікальний єдиний природний заповідник з високою природоохоронною та культурною значущістю, в тому числі для отримання статусу об'єкта Всесвітньої спадщини і скасування будівництва водного шляху Е40. До 2020 року громадська кампанія проти будівництва водного шляху Е40, який може пройти по річках Польщі, Білорусі та України, називалася «Стоп Е40». Коаліція вважає, що проєкт Е40 погано продуманий і економічно недоцільний, а саме будівництво Е40 стане катастрофою як для унікального регіону білоруського Полісся, як і для ряду цінних природних територій Польщі та України. Кампанія як і раніше використовує в соцмережах хештег #stop_E40.
Громадська кампанія «Збережемо Полісся» хоче привернути увагу урядів Білорусі, Польщі, України та Європарламенту до загрози цінних природних територій Полісся та продемонструвати, що будь-які рішення щодо проєкту будівництва водного шляху Е40 повинні прийматися за активної участі громадськості та незалежних експертів. На думку членів коаліції, проєкт водного шляху Е40 має сумнівну економічну цінність і однозначно несе серйозну загрозу природі. При цьому незаймана територія Полісся має великий потенціал для просування екотуризму, посилення місцевого бізнесу та сталого розвитку всього регіону. 
У вересні 2020 провідні європейські екологічні організації надіслали відкритого листа президенту України Володимиру Зеленському. У своєму зверненні вони висловили серйозне занепокоєння початком будівництва мегаканалу Балтика-Чорне море.
Офіс президента доручив відповісти на лист секретаріату Кабінету Міністрів України, який у свою чергу доручив це Міністерству захисту довкілля. У листі-відповіді Міндовкілля від 29.12.2020 №25/8-12/12524-20 зазначено: «У зв'язку із намірами проведення днопоглиблювальних робіт на українській ділянці р.Прип'ять, міністерство неодноразово у своїх зверненнях на адресу Мініфраструктури наголошувало на високій ймовірності погіршення якості води під час проведення днопоглиблювальних робіт через каламучення радіоактивних седиментів, особливо на ділянці р.Прип'ять у межах території зони відчуження і зони безумовного (обов'язкового) відселення та у верхів'ї Київського водосховища. Питання проведення днопоглиблювальних робіт на р.Прип'ять потребує першочергового rрунтовного наукового вивчення поточного стану донних відкладень, аналізу впливу днопоглиблювальних робіт на природні екосистеми, які мають особливе природоохоронне значення, зокрема тих, що знаходяться у межах об'єктів природно-заповідного фонду України, або на деяких ділянках у безпосередній близькості від цих територій». Одночасно міністр Криклій у своєму листі з цього ж приводу ніяк не прокоментував відсутність висновків Стратегічної екологічної оцінки та ОВД робіт на Прип’яті та початку будівництва Е40.

## Економічні показники проєкту за розрахунками розробників
Вартість будівництва каналу – 12 млрд доларів. За підрахунками лобістів проєкту створення E-40 дозволить перевозити до 4 млн тонн вантажів щорічно. Це пожвавить торгівлю між Польщею, Білоруссю та Україною, загальний обсяг ринків яких дорівнює майже 100 мільйонам осіб. 
За даними feasibility study річковий транспорт дає можливість перевозити великі обсяги вантажів. Так, баржа-майданчик вантажопідйомністю 900 тонн замінює 18 вагонів або 45 двадцятитонних вантажівок. Каналом Е40 планується перевозити мільйони тонн вантажів, що попливуть з країн проєкту (вугілля, руда, метал, калійні добрива, кухонна сіль, цукор, щебінь, торф, лісоматеріали, сапропелі та інше) до ЄС та іншого світу. Є сподівання побачити на маршруті також судна під прапорами країн Скандинавії. Крім того, E-40 забезпечить істотну економію часу для перевізників, що працюють в регіонах Центральної і Східної Європи. Зараз для доставки вантажів в цьому напрямку використовується з'єднання Рейн-Майн-Дунай (3100 км). Однак E-40 коротший цього з'єднання майже на 1000 кілометрів (2205 км). Це означає скорочення шляху на 2-4 доби при середній швидкості вантажних річкових суден в 10-20 км /год.
У актив записані й потенційні транскордонні річкові круїзи. 

## Економічні показники проєкту за розрахунками інших економістів
Feasibility study проєкту Е40 було проаналізоване білоруськими фахівцями трьох професійних об’єднань: «Бізнесовий союз підприємців і промисловців ім. проф. М.С. Кунявського», «Республіканський союз промисловців і підприємців», «Білоруська науково-промислова асоціація. Цей аналіз показав численні прорахунки та відверті помилки авторів ТЕО. Зокрема, заступник директора Спілки підприємців та роботодавців ім. професора М.С. Кунявського Алесь Герасименко наголосив, що цей водний шлях буде неконкурентоспроможним з автомобільним та залізничним транспортом, якщо не буде субсидуватися.
Експерти встановили, що економічний аналіз в техніко-економічному обґрунтуванні був недостатньо детальним, щоб зробити однозначні висновки. Він містить різні методологічні та фактичні помилки і не відповідає міжнародним стандартам, зокрема, стандартам Організації Об'єднаних Націй з промислового розвитку (ЮНІДО). feasibility study не містить чіткого значення загальної суми інвестиційних витрат і розбивки за категоріями витрат. В описі деяких компонентів проєкту наведені цифри, загальна сума яких становить трохи більше 12 млрд євро. Але окремі статті витрат в цю суму не включені, а інші статті витрат істотно недооцінені. Наприклад, документ не містить оцінку вартості створення додаткової портової інфраструктури або реконструкції мостів. Хоча експерти Бізнес союзу підприємців і наймачів ім. Кунявського вважають, що інвестиційні витрати на розвиток українського відрізку в частина русла Дніпра — навіть без реконструкції мостів — занижені майже на 100 млн євро. Вони також стверджують, що інвестиційні витрати на білоруській ділянці, ймовірно, занижені як мінімум на 900 млн євро. Це дозволяє припустити, що реальна вартість проєкту перевищить 13 млрд євро. Вартість днопоглиблення тільки річки Дніпро може сягати одного млрд. гривень щорічно. 
Інші критики проєкту висловлюють застереження, що Проєкт Е40 за обсягами вантажообігу є зараз безперспективним і не окупиться, а той вантажообіг, який на сьогодні може бути (Білорусь — Україна), дуже легко може бути перевезений залізницею. Цей маршрут набагато краще обслуговувати залізничним транспортом. Немає жодного сенсу вкладати гроші, якщо вже є готова побудована структура, яка може забезпечити вантажообіг з Півночі на Південь в 20 разів більше від теперішнього» (на 2017 рік). Перевезення товару водним шляхом Е-40 триватиме більше 14 днів  це довше, ніж автомобільним або залізничним транспортом. Ідея водного шляху E40 є дуже небезпечною для довкілля та майбутнього Європи, а сам проєкт водного шляху E40 є необґрунтований з економічної точки зору. 
На думку експертів, основні вади проєкту: 
1. Вплив інвестиційного проєкту на довкілля не визначається кількісно, не вимірюється або не є аргументованим.
2. Заява про те, що реалізація проєкту може призвести до створення нових привабливих робочих місць, не аргументована.
3. Основна частина економічного аналізу E40 ґрунтується на помилковому припущенні: якщо кошти надаються з державних джерел (наприклад, з державного бюджету чи з коштів ЄС), то, оцінюючи ефективність інвестицій з точки зору громадськості, ці витрати не потрібно брати до уваги під час обчислення загальних витрат.
4. Навіть якщо витрати на будівництво ігноруються, аналіз показує, що інфраструктуру, створену в межах проєкту, важко підтримувати лише за рахунок доходів, отриманих під час його поточної експлуатації.
5. У той час, коли переваги у вигляді скорочення транспортних витрат перевізників створюються в основному для приватних осіб, то більша частина інвестиційних витрат (а також можливі додаткові витрати, повʼязані, наприклад, з деградацією річкових екосистем) будуть покладені на суспільство в цілому трьох країн (Білорусі, Польщі, України). Цей підхід не відповідає принципу «користувач платить», зазначеного у матеріалах проєкту.
6. Документи не містять достатньо деталей щодо використаного прогнозу вантажних потоків. Незважаючи на те, що в описі моделі згадується ряд інших припущень, залишається незрозумілим, наприклад, скільки місяців на рік взято як період навігації для різних варіантів водного шляху, оскільки це припущення узгоджується з моделлю, відкоригованою для умов Нідерландів.
7. Аналіз чутливості моделі до закладених припущень не представлений у цьому документі. Ця обставина є особливо значним недоліком, враховуючи велику невизначеність, повʼязану з такими прогнозами. Ця невизначеність не тільки не оцінювалася з точки зору чутливості прийнятих припущень, але для самих припущень (наприклад, шляхом визначення стандартних помилок у прогнозних показниках).
8. Загальна помилка, характерна для всього звіту  відсутність правильного розуміння розробниками концепції соціально-економічного добробуту, в якій застосовується аналіз вигод та витрат (тобто порівняння загальних витрат, як державних так і приватних, з загальними перевагами, знову ж таки приватними та додатковими).
9. Необхідно повністю врахувати інвестиційні витрати в аналізі. В іншому випадку, оцінки внутрішньої норми прибутку (IRR) та економічної вартості мережі (NPV), представлені у звіті, не мають економічного сенсу.
10. Середні витрати на технічне обслуговування та ремонт гідрологічної інфраструктури виражені у відсотках від вартості інвестиційних витрат проєкту (0,01 %) на першому етапі діяльності виглядають недооціненими. Відповідно до наявного досвіду можна було б очікувати, що ці витрати складають 3—5 % інвестиційних витрат щороку, особливо в більш пізні періоди.
11. Техніко-економічне обґрунтування не містить економічних характеристик всього інвестиційного проєкту в цілому, оскільки зазначається, що економічний аналіз не включає питання запуску інших ділянок МВШ E40 ([29]стор. 48), тобто охоплені лише ділянки Водного шляху Е-40: канал, що з'єднує Віслу та Мухавець, а також Нижню Віслу. Це означає, що аналіз не включає інвестиційні та операційні витрати, повʼязані зі створенням та підтримкою гідрологічної інфраструктури, в тому числі на території Білорусі та України.
12. Передбачається також включення скорочення викидів двоокису вуглецю до переліку додаткових переваг, які виникають у результаті впровадження проєкту. У той же час у документі відсутні кількісні розрахунки скорочень викидів двоокису вуглецю. З іншого боку, викиди СО2, повʼязані з внутрішнім водним транспортом, загалом співставні з викидами від залізничного транспорту.
13. Робота також не враховує існування численних охоронних природних територій особливо цінних для збереження біорізноманіття в Білорусі та Україні. Цим ділянкам також може бути завдана шкода внаслідок проведення гідрологічних робіт. Водночас в роботі не враховуються відповідні додаткові витрати як частина витрат проєкту (у тому числі в контексті можливих компенсаційних виплат або заходів).
14. Більш детальна економічна оцінка Документу є марною, оскільки не змінить неправильний базовий підхід оцінки ідеї проєкту E40 на предмет його доцільності.

## Екологічні ризики проєкту

### Гідрологічні проблеми/посуха
Вже сьогодні функціонування Дніпро-Бузького каналу, який має стати частиною Е40, провокує значні гідрологічні проблеми. Слабкою ланкою водної системи Дніпро — Буг є нерівномірність розподілу водних ресурсів протягом року на вододілі (Дніпро — Буг): велика кількість весною і дефіцит у маловодний період. Більша частина води протягом року надходить з верхівʼя Припʼяті та каскаду озер: Святе, Волянське та Біле, що лежать уздовж верхівʼя Припʼяті на території України. Транскордонна проблема наповнення водної системи Дніпро — Буг може спричинити деградацію русла річки Припʼять, озер Святе, Волянське та Біле через роботу системи водопостачання.

### Вплив на біорізноманіття
Будівництво та експлуатація водного шляху передбачає зміну гідроморфологічних умов всього регіону Полісся, що призведе до деградації цінних територій водно-болотних угідь, які перебувають під національним та міжнародним захистом як ареала оселищ цінних видів, та низки вразливих природних територій України. Транскордонна проблема наповнення водної системи Дніпро — Буг може спричинити деградацію русла річки Припʼять, озер Святе, Волянське та Біле через роботу системи водопостачання. Багато частин Полісся мають міжнародне значення як виняткові пам’ятки природи, які отримали статус біосферних заповідників ЮНЕСКО, об’єктів, які перебувають під захистом Рамсарської конвенції. У звʼязку з тим, що водний шлях E40 — це транскордонний проєкт, на нього поширюються міжнародні конвенції, ратифіковані Україною (зокрема Конвенція Еспоо, Орхуська конвенція), відповідно до яких Оцінка впливу на довкілля (ОВД) повинна проводитися в єдиному пакеті у всіх трьох країнах.

### Радіаційна та хімічна небезпека
Ділянка нового судноплавного маршруту пройде через територію, яка постраждала від Чорнобильської катастрофи 1986 року. Гирло річки Припʼять зазнало значного забруднення, частина радіоактивних речовин осіла як на дні річки, так і на дні Київського водосховища. Під час проведення днопоглиблювальних робіт у руслі річки на територіях, прилеглих до Чорнобильської зони відчуження та у верхній ділянці Київського водосховища, можливе погіршення якості води, виникнення радіоактивної загрози для мільйонів громадян України через забруднення радіоактивними седиментами. Крім того лише одна транспортна хімічна аварія на шляху Е40 може зруйнувати систему водопостачання не тільки Києва, але й матиме негативний вплив на водо забезпечення інших міст нижче за течією р. Дніпро      .

## Додатково
- Екологія-Право-Людина (2021): POLICY BRIEF ON E-40 PROJECT AND ITS THREATS FOR THE ENVIRONMENT [38]
- Независимая биологическая, экономическая и гидрологическая оценка проекта восстановления водного пути Е40 (2017-2020)[28]